# David Bennent
Pour les articles homonymes, voir Bennent.
David Bennent, né le 9 septembre 1966 à Lausanne, est un acteur suisse.
Fils du comédien allemand Heiz Bennent, il est principalement connu pour le rôle qu'il tient dans Le Tambour de Volker Schlöndorff (Palme d'or à Cannes en 1979).
David Bennent, qui vit en Allemagne et en France, parle couramment le français et l'allemand, ainsi que l'anglais.

## Biographie

### Origines familiales et formation
David Bennent est le fils de l'acteur Heinz Bennent et de la danseuse Diane Mansart. Sa sœur Anne Bennent est aussi actrice.

### Carrière
Son rôle le plus marquant est celui d'Oskar Matzerath dans Le Tambour de Volker Schlöndorff, rôle auquel ses problèmes de croissance le prédestinent. Il y joue en effet le rôle d'un enfant né en 1923 à Dantzig dans une famille à la fois cachoube, polonaise et allemande, qui décide de ne plus grandir à l'âge de 3 ans, mais qui n'en devient pas moins mentalement adolescent une dizaine d'années plus tard, à l'époque nazie et pendant la Seconde Guerre mondiale.
Il apparaît ensuite dans une dizaine de films et dans quelques téléfilms ou séries télévisées. Il est actif au théâtre dans les années 1990.

## Filmographie

### Cinéma
- 1979 : Le Tambour de Volker Schlöndorff : Oskar
- 1984 : Canicule d'Yves Boisset : Chim
- 1985 : Legend de Ridley Scott : Gump
- 2004 : She Hate Me de Spike Lee : Dr. Herman Schiller
- 2005 : Traumschatten (court-métrage) de Steffen Groth : Tristan
- 2007 : Ulzhan de Volker Schlöndorff : Shakuni
- 2013 : Michael Kohlhaas d'Arnaud des Pallières : César
- 2014 : Der Vampir auf der Couch de David Ruehm.
- 2016 : Planetarium de Rebecca Zlotowski : Junker

### Télévision
- 1985 : Inspecteur Derrick - Qui a tué Asmy ? (ép. 127 - 1985) : Heizel Weik, il y joue en compagnie de sa sœur Anne Bennent (également sa sœur dans le feuilleton)
- 2002 : L'Enfant des lumières : Hyacinthe Mignon
- 2006 : Endspiel : Clov
- 2014 : Commissaire Dupin (série télévisée)
- 2018 : Dogs of Berlin (série télévisée)

## Théâtre
- 1983 : Les Paravents de Jean Genet, mise en scène Patrice Chéreau, théâtre des Amandiers : le fils de Sir Harold
- 1991 : La Tempête de Shakespeare, mise en scène Peter Brook, Festival d'Avignon
- 1995 : Fin de partie de Samuel Beckett, mise en scène Joël Jouanneau, Festival d'Avignon
- 1993 : L'Homme qui adapté du livre d'Oliver Sacks, mise en scène Peter Brook, TNP Villeurbanne